# Казе Пјандане (Торино)
Казе Пјандане је насеље у Италији у округу Торино, региону Пијемонт.
Према процени из 2011. у насељу је живело 51 становника. Насеље се налази на надморској висини од 487 м.